# Rhene callosa
Rhene callosa är en spindelart som först beskrevs av George William Peckham och Elizabeth Maria Gifford Peckham 1895.  Rhene callosa ingår i släktet Rhene och familjen hoppspindlar. Inga underarter finns listade i Catalogue of Life.